# Rich Diamond
Rich Diamond est un jeu vidéo développé par Core Concepts et édité par Ubi Soft pour Microsoft Windows, et sorti en 2003.

## Système de jeu
Rich Diamond est un jeu de puzzle dans lequel le joueur joue le rôle d'un chasseur de trésors qui doit poursuivre sans relâche ses diamants à travers plus de quatre-vingts niveaux remplis de monstres, de flèches, de glace et d'énormes rochers roulants.

## Accueil
Next Generation a passé en revue la version PC du jeu, lui a attribué deux étoiles sur cinq, et a déclaré que " Rich Diamond a une sensation agréable et un prix affiché inférieur à trente dollars : une raison suffisante, peut-être, pour que certains y jettent un coup d'œil. Cependant, compte tenu du nombre de meilleurs jeux de puzzle qui existent (coûtant souvent encore moins cher), le reste d'entre nous ne pense pas que ce soit vraiment une bonne affaire".
Ronnie Gill pour Orlando Sentinel a déclaré que "nous avons trouvé le jeu plutôt cool et attendons avec impatience le prochain jeu de Core Concepts".
Newsday a commenté que "le jeu fonctionnait bien et était réactif, même si l'écran boguait parfois lorsque nous essayions de nous déplacer pour avoir la vue d'ensemble d'une autre aire de jeu".
Mark Hill a passé en revue le jeu pour PC Zone et l'a noté 20 sur 100, le décrivant comme "frustrant, répétitif et pas très agréable".